# Jana Gana Mana
Jana Gana Mana (Jana Gaṇa Mana, Jôno Gôno Mono— "Mințile tuturor oamenilor") este imnul național al Indiei. Scris în limba bengali, acesta face parte din primele cinci strofe ale unei poezii compuse de laureatul premiului Nobel pentru literatură, Rabindranath Tagore.
Muzica a fost compusă de Ram Singh Thakur, iar versurile sunt ale lui Rabindranath Tagore.